# Siemowit III

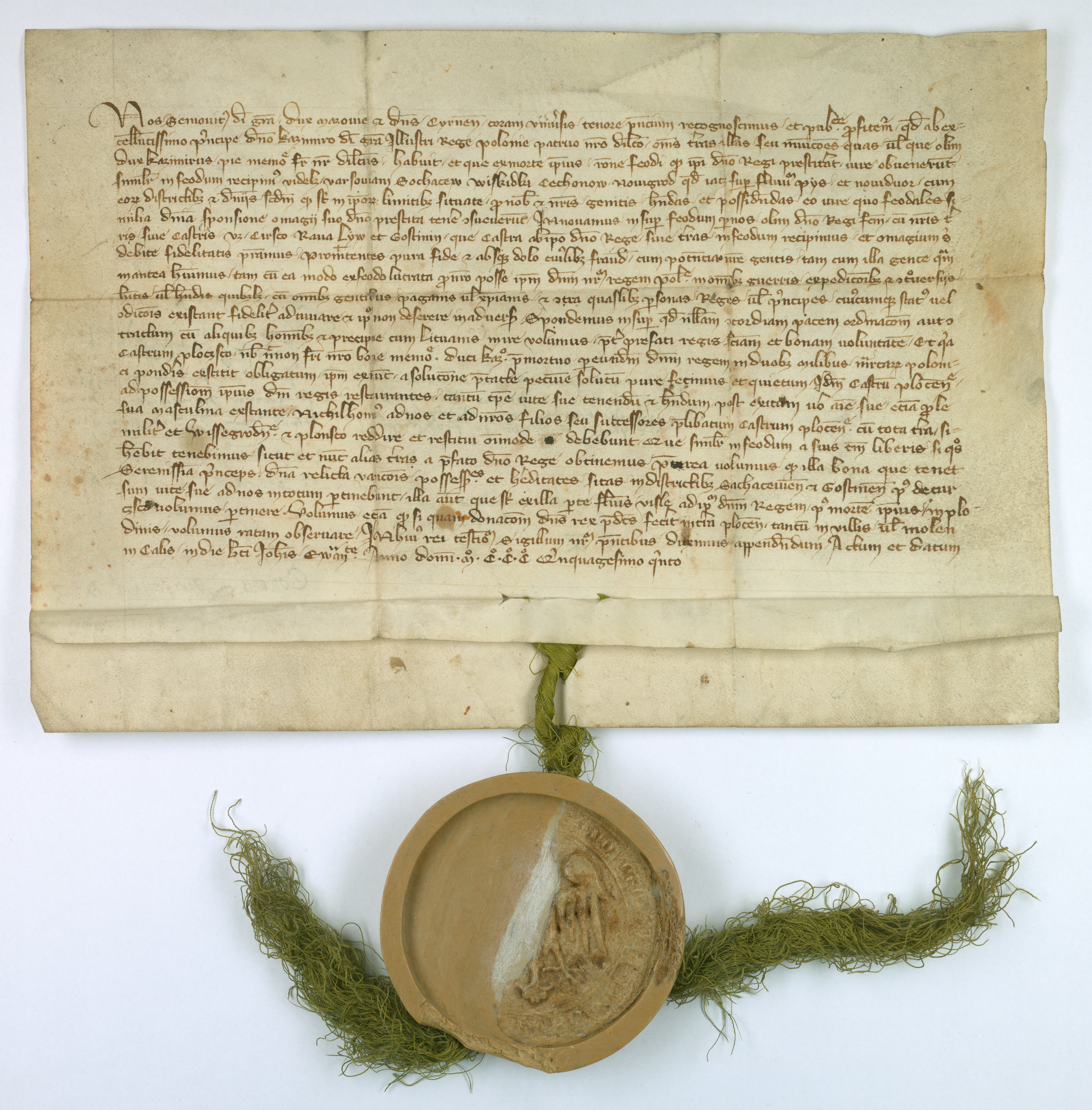
Siemowit III książę mazowiecki i pan czerski potwierdza, że otrzymał lenno od króla Polski Kazimierza Wielkiego, Archiwum Główne Akt Dawnych

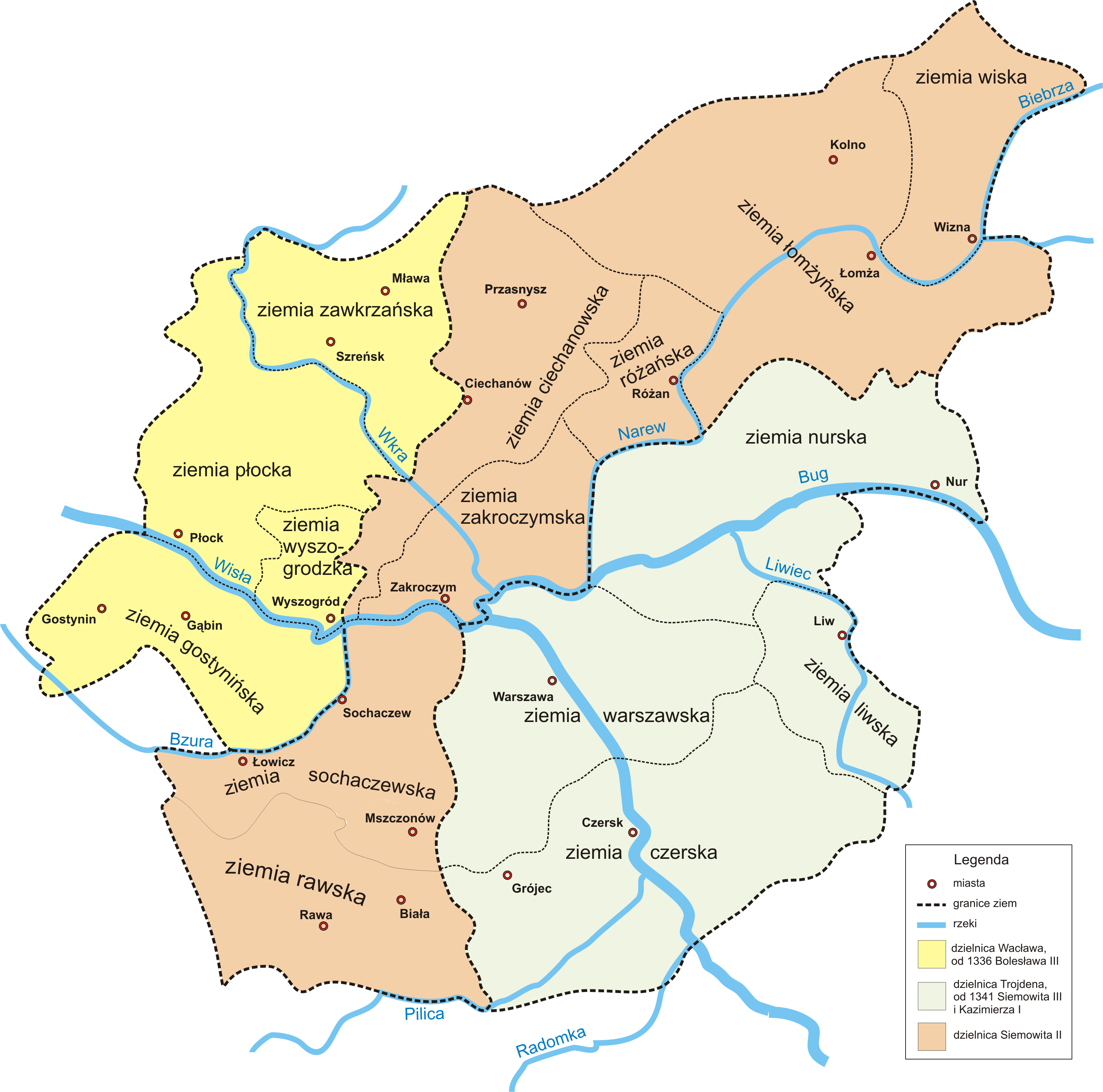
Podział Mazowsza (1313–1345)

Siemowit III (ur. ok. 1320, zm. 16 czerwca 1381) – od 1341 roku współrządził razem z bratem Kazimierzem I w Warszawie i Czersku, od 1345 roku w ziemi rawskiej, od ok. 1349 roku w wyniku podziału książę na Czersku, Liwie i Rawie, od 1351 r. w Gostyninie, od 1351 r. lennik króla Polski Kazimierza Wielkiego, od 1352 r. zastawny książę płocki, od 1355 r. w Warszawie i Sochaczewie, od 1370 r. władca suwerenny, także na Płocku, od 1370 w Zakroczymiu i Wiźnie, od 1373/1374 wydzielił synom dzielnice w Warszawie i Rawie.

## Życiorys
Siemowit III był drugim pod względem starszeństwa synem księcia mazowieckiego Trojdena I i córki władcy Halicza Jerzego I – Marii.
W źródłach Siemowit po raz pierwszy pojawia się dopiero przy okazji objęcia spadku po zmarłym w 1341 r. ojcu, kiedy to razem z młodszym bratem Kazimierzem odziedziczył Księstwo czerskie. Cztery lata później władztwo młodych Trojdenowiców zostało dodatkowo powiększone o Rawę Mazowiecką dzięki bezpotomnej śmierci stryja Siemowita II.
Około 1349 r. Siemowit III i Kazimierz zdecydowali się na podział ojcowizny, dzięki czemu starszy Siemowit został księciem w Czersku, Rawie i Liwie, natomiast młodszy Kazimierz zadowolił się środkową częścią Mazowsza z niewielką ówcześnie Warszawą.
Pierwsze lata samodzielnych rządów Siemowita upłynęły pod znakiem równoważenia wpływów sąsiednich potęg – Krzyżaków, Polski Kazimierza Wielkiego i Czech Luksemburgów. Część historyków przypuszcza, że ok. 1346 r. Trojdenowice złożyli hołd lenny cesarzowi Karolowi IV. Inni zaś uważają, że zależności tej zostali poddani dopiero w 1351 r., tzn. po przejęciu spadku po Bolesławie III, który wcześniej już był czeskim lennikiem.
W 1351 r. władztwa braci zostały powiększone dodatkowo dzięki układowi z Kazimierzem Wielkim z 18 września o Gostynin (Siemowit) i Sochaczew (Kazimierz I warszawski) odziedziczone po bezdzietnym kuzynie – Bolesławie III (w tym też momencie Kazimierz I warszawski, a być może i Siemowit III złożyli władcy Polski hołd lenny anulując wcześniejsze układy z Czechami).
Po 1351 r. obserwujemy powolne przechodzenie książąt mazowieckich pod zwierzchnictwo Polski. Jedną z ważniejszych kart przetargowych stała się przyłączona do Polski po śmierci Bolesława III – ziemia płocka, którą w bliżej nieznanym momencie pomiędzy 1351 a 1355 r. Kazimierz Wielki zastawił za 2000 grzywien Trojdenowicom.
W 1355 r. niespodziewanie zmarł książę warszawski Kazimierz. Realna stała się wtedy groźba inkorporacji jego władztwa do korony polskiej. Kazimierz Wielki chcąc jednak ściślej podporządkować sobie całość Mazowsza – nie zdecydował się na przyłączenie księstwa do Polski, ale w zamian za hołd lenny oddał całość spadku Siemowitowi III. Dodatkowo władca Mazowsza zobowiązał się nie wchodzić w sojusze z wrogami Polski, umorzyć dług i zwrócić ziemię płocką Polsce (gdyby jednak Kazimierz Wielki zmarł bezpotomnie, księstwo płockie i to bez obowiązku lennego miało wrócić w ręce Siemowita). Nabytkiem Siemowita był również zwrot w 1359 roku Zapilicza – terytorium między rzekami Pilicą i Radomką – oderwanego od Mazowsza około 1346 przez króla polskiego i przyłączonego do Małopolski.
Od tego momentu współpraca pomiędzy Siemowitem a Kazimierzem Wielkim układała się wręcz wzorowo. W 1363 r. książę mazowiecki wziął udział w uroczystościach zaślubin (w Krakowie) wnuczki Kazimierza – Elżbiety i cesarza rzymskiego Karola IV. We wrześniu 1364 r. uczestniczył również w słynnym zjeździe monarchów w Krakowie i uczcie u Wierzynka. Kolejnym przejawem ścisłej i dobrze układającej się współpracy było wydanie w 1369 r. córki Siemowita Małgorzaty za wnuka Kazimierza Wielkiego, noszącego to samo imię – Kaźka Słupskiego. Rangę ślubu zwiększa fakt, że w tym czasie Kaźko był usynowiony przez króla Polski i był jednym z dwóch obok Ludwika Andegaweńskiego kandydatów do spadku po polskim monarsze.
W listopadzie 1370 r. zmarł Kazimierz Wielki. Zgodnie z układami z lat 1351, 1355 i 1359 Siemowit III stawał się na powrót w pełni niezależnym władcą. Do Mazowsza przyłączono wówczas należące dotąd do Kazimierza Wielkiego: Płock, Wiznę, Wyszogród i Zakroczym, co pozwoliło na powrót zjednoczyć Mazowsze w granicach dzielnicy Siemowita I.
Po 1370 r. obserwujemy zanik aktywniejszej polityki Siemowita III. Mogło być to spowodowane zarówno wiekiem księcia, jak i faktem zrealizowania założonych celów politycznych – zjednoczenia i usamodzielnienia Mazowsza.
W polityce wewnętrznej wielkim dokonaniem Siemowita było spisanie i wydanie w 1377 r. mazowieckiego prawa zwyczajowego. Nie bez znaczenia były również: reforma sądownictwa, administracji i skarbu książęcego poprzez wprowadzanie groszowego systemu monetarnego. Książę wprowadził także szeroko na Mazowsze lokacje miejscowości na prawie chełmińskim. Ważnym aspektem polityki Siemowita była również rozbudowa i umocnienia zamków na Mazowszu (księciu przypisuje się inicjatywę budowy zamków w Gostyninie i Rawie).
Pełnię władzy nad zjednoczonym Mazowszem Siemowit III zachował do przełomu 1373 i 1374 r., kiedy to zdecydował się wydzielić dzielnice warszawską i rawską swoim synom Siemowitowi IV i Januszowi. Księciu Januszowi przypadły też tereny, które później stworzyły ziemię łomżyńską.
Siemowit III mazowiecki – uważany przez historyków za jednego najwybitniejszych władców Mazowsza – zmarł 16 czerwca 1381 r. i został pochowany w katedrze w Płocku

## Rodzina
Siemowit III był dwukrotnie żonaty. Jego pierwszą małżonką była Eufemia, córka księcia opawskiego Mikołaja II i jego pierwszej żony Anny raciborskiej. Z małżeństwa tego książę doczekał się wspomnianych wcześniej dwóch synów – Siemowita i Janusza, oraz trzech córek – Anny (zm. 1403) – późniejszej dominikanki w Raciborzu, Eufemii (zm. 1418/1424) – żony Władysława Opolczyka oraz Małgorzaty (zm. po 1409) – drugiej żony Kazimierza IV Słupskiego, która po jego śmierci poślubiła owdowiałego Henryka VII z Blizną, syna księcia brzeskiego Ludwika I. Drugą żoną mazowieckiego Piasta była Anna córka księcia ziębickiego Bolka II lub jego syna Mikołaja Małego. Z małżeństwa tego pochodziło trzech synów. Dwóch najstarszych, z których jeden nosił najprawdopodobniej podwójne imię Stanisław Siemowit zmarło w dzieciństwie. Najmłodszy Henryk został biskupem-nominatem płockim.
Informacje na temat tragicznej śmierci księżnej mazowieckiej Anny przekazał kronikarz Janko z Czarnkowa. Według jego kroniki, podczas pobytu na dworze swej siostry Eufemii w Cieszynie, Siemowit III usłyszał pogłoski na temat niewierności swojej żony. Anna ziębicka została uwięziona przez swojego męża na zamku w Rawie Mazowieckiej, gdzie urodziła swojego najmłodszego syna Henryka. Kilka tygodni po narodzinach chłopca, księżna mazowiecka została uduszona. Zgodnie z relacją Janka z Czarnkowa książę Siemowit III do końca życia żałował popełnionej przez siebie zbrodni. Tragedia, która rozegrała się na zamku w Rawie stała się inspiracją dla dwóch utworów angielskiego poety i dramaturga Williama Szekspira: Zimowa opowieść i Burza.